# Yao Xia
Yao Xia (姚夏S, Yáo XiàP; Chongqing, 28 gennaio 1974) è un ex calciatore cinese, di ruolo attaccante.

## Carriera

### Giocatore

#### Club
Iniziò la carriera agonistica nel 1994 con il Sichuan Quanxing, che durante la sua militanza cambiò nome in varie occasioni.
Lasciò nel 2003 il Sichuan Dahe, la nuova denominazione assunta dalla società, per il Qingdao Beilaite, militandovi due anni.
Nel 2005 passò in prestito al Chengdu Wuniu, venendovi definitivamente ingaggiato la stagione seguente, quando il club aveva assunto la denominazione di Chengdu Blades. Con il sodalizio di Chengdu militò sino al 2010, anno del suo ritiro dall'attività agonistica. Il Chengdu Blades ha ritirato la casacca numero 18 in suo onore.

#### Nazionale
Yao Xia ha vestito la maglia della nazionale cinese di calcio in ventotto occasioni, segnando quattro reti. La prima partita fu contro il Messico il 3 novembre 1993, che vide l'affermazione degli americani per tre reti a zero. L'ultima presenza è datata 25 marzo 2000, contro la Jugoslavia, terminata con la vittoria degli slavi per uno a zero.